# Sympiesis thapsianae
Sympiesis thapsianae är en stekelart som beskrevs av Boucek 1974. Sympiesis thapsianae ingår i släktet Sympiesis och familjen finglanssteklar.
Artens utbredningsområde är:
- Italien.
- Kroatien.

Inga underarter finns listade i Catalogue of Life.